# シエーナ
シエーナ（イタリア語: Siena ( 音声ファイル)）は、イタリア共和国トスカーナ州中部にある都市であり、人口約53,000人の基礎自治体（コムーネ）。シエーナ県の県都である。カナ転記としては「スィエーナ」が現地音に近い。「シエナ」とも表記される。
中世には金融業で栄えた有力都市国家であり、13世紀から14世紀にかけて最盛期を迎えた。トスカーナ地方の覇権をフィレンツェと競い、またその経済力を背景として、ルネサンス期には芸術の中心地のひとつであった。中世の姿をとどめる旧市街は「シエーナ歴史地区」として世界遺産に登録されている。

## 名称
Siena は [ˈsjɛna] あるいは [ˈsjena] と発音される。子音とアクセントの関係から、カナ転記としては「スィエーナ」が現地音に近い。
日本語文献では「シエーナ」のほか、「シエナ」とも記される。

## 地理

### 位置・広がり
トスカーナ州の南東部にあたるシエーナ県の西北部に位置する。州都フィレンツェからは南へ約50km、首都ローマからは北西へ約185km、リヴォルノからは南南東へ約87km、ペルージャからは西北へ約89kmの距離にある。

#### 隣接コムーネ
隣接するコムーネは以下の通り。
- アシャーノ
- カステルヌオーヴォ・ベラルデンガ
- モンテリッジョーニ
- モンテローニ・ダルビア
- ソヴィチッレ

### 気候分類・地震分類
シエーナにおけるイタリアの気候分類 (it) および度日は、zona D, 1943 GGである。
また、イタリアの地震リスク階級 (it) では、zona 3 (sismicità bassa) に分類される。

## 歴史

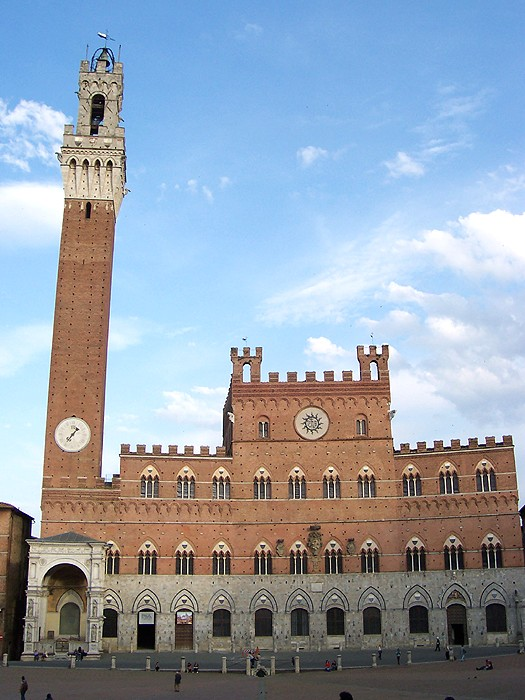
シエーナ共和国庁舎、鐘楼は1344年完成

### 古代から中世へ
この地方の丘陵上の都市と同様、エトルリア人の居住地に都市の起源があるとされるが、シエーナの古代の姿は明らかではない。ローマ時代には主要な街道からも外れており、キリスト教が伝わったのも4世紀であった。シエーナが重要な都市として姿を現し、歴史の上に明確な位置を占めるようになるのは、中世以降となる。
6世紀半ば、ランゴバルド人は北イタリアに侵入し、ランゴバルド王国を建国した。アウレリア街道やカッシア街道といったローマ時代の幹線道路は東ローマ帝国側の勢力下にあったため、ランゴバルド人たちは北方とローマを結ぶ安全な交易路としてシエーナを経由する道をとった。またローマへ往来する巡礼者たちが恒常的にいたことで、シエーナには安定した収入がもたらされ、シエーナは交易の拠点として繁栄を見せるようになった。774年、シエーナの貴族はカール大帝に降伏し、フランク王国の領域に入った。

### シエーナ共和国

#### 共和国の勃興
1115年、北イタリアの大領主であったトスカーナ女伯マティルデ・ディ・カノッサが後継者なく没すると、その領域は細分化されて自治的な勢力が勃興し、都市国家群が生まれることになる。金融の一大センターとなり、また羊毛取引の重要な担い手として成長したシエーナでは、市民による自治組織（コムーネ）が勢力を伸ばした。1167年、シエーナのコムーネは、司教による統治からの独立を宣言した。1179年には都市の憲章が制定されている。
カンポ広場は、13世紀初頭までには都市の世俗生活の中心として重要な役割を担うようになった。市場やスポーツ行事（サッカーの原型とされるカルチョ・フィオレンティノなど）の場として利用され、また新しい街路はカンポ広場を中心に作られた。1194年、カンポ広場に面した現在の市庁舎のある場所で、土壌浸食を防ぐための壁が建設されており、このことは広場が重要な役割を持つこととなったしるしと言えるだろう。
1240年にはシエーナ大学が設立された。シエーナ大学は法学と医学で知られた。

#### シエーナとフィレンツェ

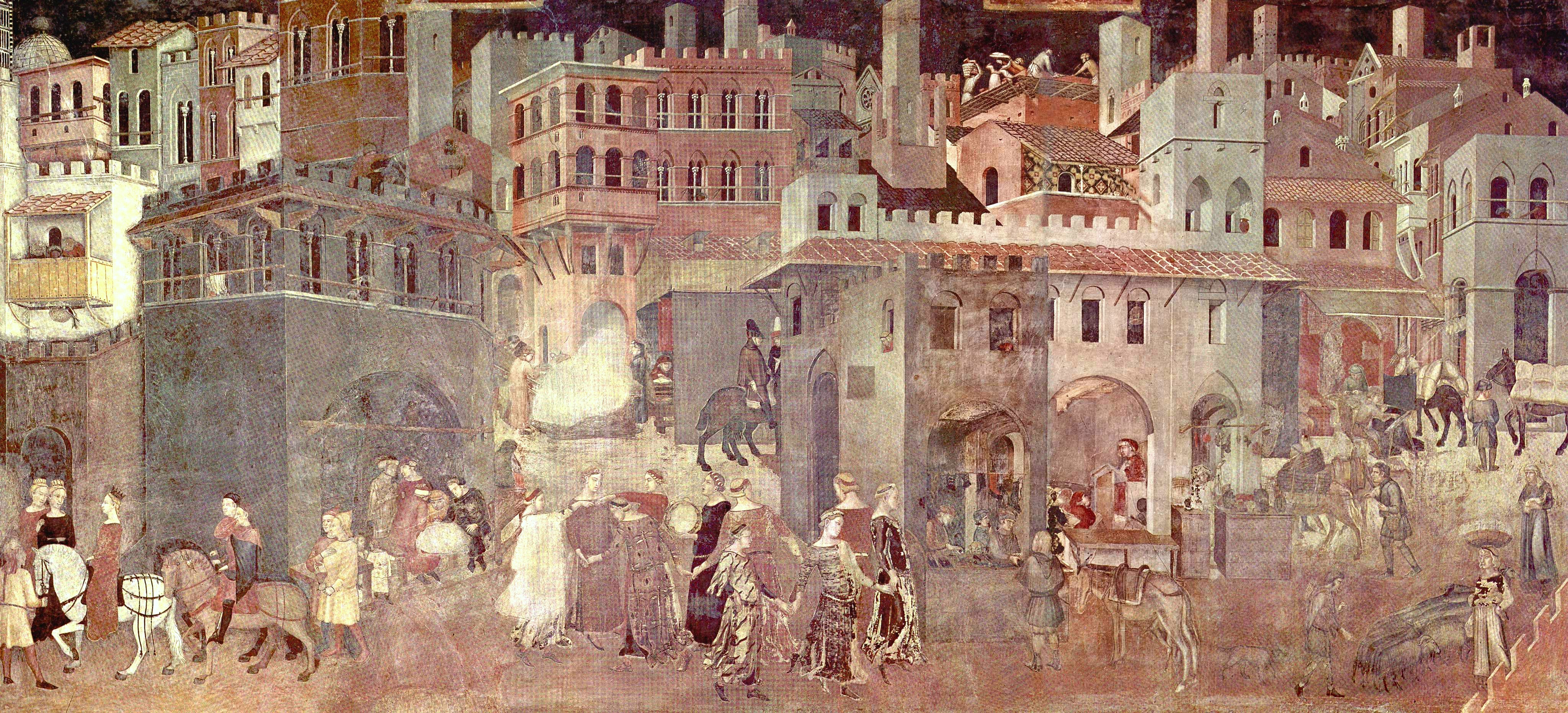
市庁舎壁画、アンブロージョ・ロレンツェッティ『善政の効果』

シエーナ共和国は、内部に貴族と市民の間の対立を抱えながら、外に最大のライバルであるフィレンツェとの抗争を繰り広げた。教皇派と皇帝派の抗争では、フィレンツェが教皇派（ゲルフ）であったのに対抗し、シエーナは主に皇帝派（ギベリン）の立場に立っていた。1260年のモンタペルティの戦いで、シエーナはフィレンツェに大勝を収めるも、1269年にはコッレ・ヴァル・デルサの戦い (Battle of Colle Val d'Elsa) で大敗を喫している。この敗戦を契機にシエーナでは皇帝派の政府が倒れ、フィレンツェとの関係が改善された。
13世紀後半から14世紀半ばにかけて、ゴシック期からルネサンス期への移り変わる時代に、シエーナは最盛期を迎えている。ドゥッチョ・ディ・ブオニンセーニャはシエーナを拠点に活躍し、シエナ派の祖とされる。アンブロージョ・ロレンツェッティはシエーナのプブリコ宮殿（市庁舎）の壁画（フレスコ画）として、「善政の効果」などを描いた。

#### 14世紀後半から滅亡まで
1348年、黒死病の流行によりシエーナは打撃を受けている。14世紀後半以降には貴族と市民との内部抗争が激化し、政変が繰り返された。
1458年には、シエーナ出身のピウス2世が教皇に選出されている。1472年には、モンテ・デイ・パスキ・ディ・シエナ銀行（通称モンテパスキ銀行）が創業している。現在営業している銀行では世界最古の歴史を持ち、現在もシエーナに本店がある。
1487年、貴族党派のパンドルフォ・ペトルッチ (Pandolfo Petrucci) が政権を掌握した。ペトルッチは1512年に没するまでシエーナをよく治め、芸術と科学を保護し、チェーザレ・ボルジアから都市を防衛した。しかしパンドルフォの死後、ペトルッチ家の内紛などにより政情は安定せず、皇帝カール5世はスペイン軍団にシエーナを占領させた。1552年、フランスと手を結んだシエーナ共和国はスペイン兵を追放したが、カール5世は傭兵隊長ジャン・ジャコモ・メディチ (Gian Giacomo Medici) を派遣してシエーナの攻略に当たらせた。1555年4月17日、シエーナはスペインに降伏し、シエーナ共和国は終焉を迎える。1559年のカトー・カンブレジ条約で、スペインはシエーナをフィレンツェ公国（のちにトスカーナ大公国）に割譲した。以後、20世紀のイタリア統一まで、シエーナはトスカーナ大公国領となる。

## 政治
2011年5月16日に行われた市長選挙では、元レーシングドライバーで実業家のアレッサンドロ・ナンニーニが出馬して注目を集めた。この選挙では中道左派のフランコ・チェックッツィ (it:Franco Ceccuzzi) が当選している。

## 文化・観光・施設

### 旧市街
シエーナの旧市街は1995年に「シエーナ歴史地区」としてユネスコの世界遺産（文化遺産）に登録されている。
市街は、カンポ広場を中心に、via di citta'、banchi di sopra、banchi di sottoの３つの通りが丘の尾根を放射状に外に向かって伸びており、これらが街の基本的な骨格となっている。
市街は17のコントラーダ（contrade）とよばれる地区に分けられている。年に2回、カンポ広場で行われるパーリオ (Palio) と呼ばれる裸馬のレースは、コントラーダ対抗の形で行われる（シエーナのパーリオ参照）。
- カンポ広場
- 大聖堂
- 路地

## 教育
- シエーナ大学

## スポーツ

### サッカー
プロサッカークラブであるSSローブル・シエーナが本拠を置く。ホームスタジアムはスタディオ・アルテミオ・フランキ。2017-18シーズンはセリエC（3部リーグ）に属している。

### 自転車ロードレース
2007年よりセミクラシックレース「ストラーデ・ビアンケ」が開催されている。ガイオーレ・イン・キアンティ、サン・ジミニャーノ等を起点とし、190～200キロメートル程度の行程を経て最後に都市内の激坂をクリア、カンポ広場へとゴールする。

## 姉妹都市
- アヴィニョン、フランス
- バッファロー、アメリカ合衆国
- ヴェッツラー、ドイツ
- ヴァイマル、ドイツ

## 人物

### 著名な出身者
- アレクサンデル3世 - ローマ教皇（在位：1159年 - 1181年）
- ピエトロ・ロレンツェッティ - シエナ派の画家
- シモーネ・マルティーニ - シエナ派の画家
- アンブロージョ・ロレンツェッティ - シエナ派の画家
- シエナのカタリナ -ドミニコ会の修道女。カトリック等の聖人、「聖女カタリナ」。
- ピウス2世 - 第210代ローマ教皇（在位：1458年 - 1464年）
- ピウス3世 - 第215代ローマ教皇（在位：1503年）
- フランチェスコ・ディ・ジョルジョ・マルティーニ - 彫刻家・画家・建築家
- ドメニコ・ベッカフーミ - シエナ派の画家
- ジョヴァンニ・バティスタ・フェラーリ - 17世紀のイエズス会士、植物学者
- アレクサンデル7世 - 第237代ローマ教皇（在位：1655年 - 1667年）
- ジャンナ・ナンニーニ - ロック歌手
- アレッサンドロ・ナンニーニ - レーシングドライバー、実業家、ジャンナの弟。